# Russell Kirsch
Russell Kirsch (Nova Iorque, 1929 – Portland, 11 de agosto de 2020) foi um engenheiro estadunidense. Foi responsável pela primeira imagem digital, produzida em 1957 no National Institute of Standards and Technology (na época conhecido como National Bureau of Standards). Foi casado com a historiadora de arte Joan Kirsch e morou em Óregon.

## Primeira imagem digital

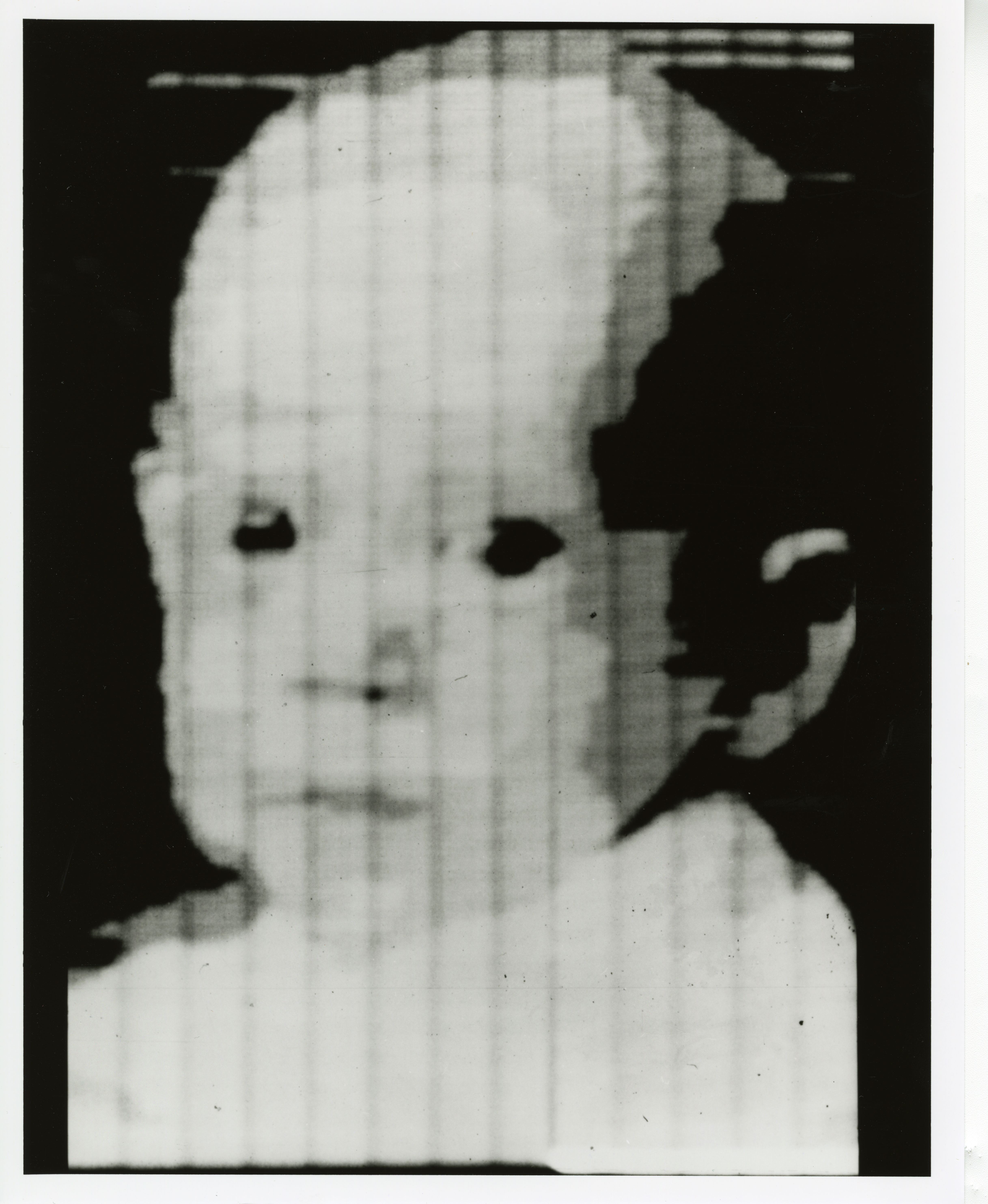
A primeira imagem digital mostrando o filho de Kirsch, 1957

A primeira imagem digital tinha 176 pixels, era em preto e branco e foi feita a partir de uma fotografia do filho de Russell Kirsch e Joan, Walden.

## Morte
Morreu no dia 11 de agosto de 2020 em Portland, aos 91 anos.